# Rivière du Petit Sault
Pour les articles homonymes, voir Sault et Rivière du Sault.
La rivière du Petit Sault coule dans les municipalités de Saint-Éloi (MRC Les Basques) et L'Isle-Verte (MRC de Rivière-du-Loup), dans la région administrative du Bas-Saint-Laurent, au Québec, au Canada.
La rivière du Petit Sault est un affluent du littoral sud-est du fleuve Saint-Laurent à la hauteur de l'île Verte.

## Géographie
La rivière du Petit Sault prend sa source de ruisseaux agricoles situés dans la municipalité de Saint-Éloi. Cette source est située à 6,1 km au sud-est du littoral sud-est de l'estuaire du Saint-Laurent, à 1,0 km au sud-ouest d'un coude de rivière de la rivière des Trois Pistoles et à 3,5 km au nord-est du centre du village de Saint-Éloi.
À partir de sa source, la rivière des Petits Saults coule en zone agricole sur 12,2 km selon les segments suivants :
- 3,2 km vers l'ouest dans Saint-Éloi, jusqu'au chemin du 3e rang Est ;
- 4,1 km vers le nord-ouest, jusqu'au chemin du 2e rang Est ;
- 0,5 km vers le nord-ouest, jusqu'à la limite de la municipalité de L'Isle-Verte (secteur de Saint-Jean-Baptiste-de-l'Isle-Verte) ;
- 1,3 km vers l'ouest en traversant l'autoroute 20, jusqu'à la route de la Station ;
- 2,3 km vers l'ouest, en recueillant les eaux d'un ruisseau (venant du sud), jusqu'au chemin Pettigrew ;
- 0,8 km vers le nord-ouest, en traversant la voie ferrée du Canadien National et la route 132, jusqu'à sa confluence.

La rivière du Petit Sault se déverse dans l'Anse Verte, sur les battures des Loups Marins, du fleuve Saint-Laurent, au village de la municipalité de L'Isle-Verte, face à l'île aux Pommes, située à 5,1 km de la rive. Cette confluence est située à 6,1 km au nord-est du centre du village de L'Isle-Verte.

## Toponymie
Le toponyme « rivière du Petit Sault » a été officialisé le 4 décembre 1980 à la Commission de toponymie du Québec.